# György Sándor (calciatore)
György Sándor (Užhorod, 20 marzo 1984) è un ex calciatore ungherese, di ruolo centrocampista.

## Palmarès

### Club

#### Competizioni nazionali
- Campionato ungherese: 1

Videoton: 2010-2011
- Coppa di Lega ungherese: 1

Videoton: 2011-2012
- Supercoppa d'Ungheria: 2

Videoton: 2011, 2012